# 二加二 (2012年电影)
《二加二》（西班牙語：Dos más dos）是一部2012年的阿根廷喜剧电影，由迭戈·卡普兰执导，阿德里安·苏尔、卡拉·彼得森、朱丽叶·迪亚兹、胡安·米努金、阿尔弗雷多·卡塞罗等人主演。电影情节围绕着两对关系友好夫妻。它是2012年票房最高的阿根廷电影。

## 剧情介绍
迭戈（阿德里安·萨尔）和理查德（胡安·迈纳士）是谁拥有坐落在一个重要的专科医院两名心血管著名外科医生马德罗港，布宜诺斯艾利斯。迭戈的妻子是天气预报员——艾米莉亚 (Julieta Díaz)，他们育有一个14岁的儿子卢卡斯。理查德与时装设计师贝蒂娜（卡拉彼得森饰）有十年的恋情。虽然他们没有孩子，但是他们的生活还是杂乱无章。
一天晚上，在迭戈和理查德在一次代表大会上的工作得到表彰后，两对夫妇出去共进晚餐庆祝。在洗手间，贝蒂娜向艾米莉亚透露她和理查德是浪荡公子，并提议一起参加浪荡公子派对。就寝时，艾米莉亚忍不住想起来，她叫醒了迭戈，并把她的想法转达给他。在接下来的几天里，艾米莉亚试图在性方面更加活跃，并敦促迭戈去参加派对。虽然他对这个想法感到不舒服，但他还是接受了。
派对在一个名叫帕布罗（阿尔弗雷多·卡塞罗）的人的家里举行，因为当天是他的生日。虽然艾米莉亚很享受派对，但迭戈对滥交感到震惊和不安，早早地和她一起离开。然后她开始对他们的性取向更加开放，并想谈谈她对迭戈的幻想。理查德、贝蒂娜和艾米莉亚坚持要交换伴侣，直到迭戈同意为止。尽管一开始迭戈拒绝，两对夫妇共进晚餐并发生性关系。第二天早上，艾米莉亚哭着告诉迭戈，她认为他们“做错了”，但她并不后悔。
几个月后，迭戈和艾米莉亚已经习惯了这种摇摆不定的生活方式，并乐在其中。在卢卡斯的生日派对上，贝蒂娜告诉艾米莉亚她认为理查德在欺骗她。贝蒂娜在接下来的几天里情绪不稳定。据说，艾米莉亚和理查德一直在秘密会面，一天晚上艾米莉亚告诉他她已经爱上了他，这个关系必须马上结束。
一天晚上，贝蒂娜粗暴地闯入迭戈和艾米莉亚的家，因为她发现了这件事，两对夫妇进行了讨论。迭戈决定不再与理查德合作，辞去了他在医院的工作，并决定分开。与此同时，理查德向贝蒂娜道歉并恳求她复合，但她拒绝了。
两年后，重归于好的两对情侣，在电影院巧遇。当时的贝蒂娜怀孕将近八个月，理查德表达了他希望他们能够再次成为朋友的愿望。他们恭敬地互相打招呼，然后去看电影。

## 演员阵容
- 阿德里安·苏尔（英语：Adrián Suar） 饰演 迭戈（Diego）
- 卡拉·彼得森（英语：Carla Peterson (actress)） 饰演 贝蒂娜（Betina）
- 朱丽叶·迪亚兹 饰演 艾米莉亚（Emilia）
- 胡安·米努金（英语：Juan Minujín） 饰演 理查德（Richard）
- 阿尔弗雷多·卡塞罗（英语：Alfredo Casero） 饰演 帕布罗（Pablo）
- 托马斯·维茨 饰 卢卡斯（Lucas）
- 迈克拉·库卡雷西（Micaela Cuccaresi） 饰演 China